# Серлупи Крешенци, Франческо
Франческо Серлупи Крешенци (итал. Francesco Serlupi Crescenzi; 26 октября 1755, Рим, Папская область — 6 февраля 1828, Рим, Папская область) — итальянский куриальный кардинал. Декан Трибунала Священной Римской Роты с 28 июля 1817 по 10 марта 1823. Кардинал-священник с 10 марта 1823, с титулом церкви Санта-Прасседе с 16 мая 1823 по 6 февраля 1828.